# Glottiphyllum neilii
Glottiphyllum neilii (no s'ha de confondre amb el nom semblant Glottiphyllum nelii) és una espècie de planta suculenta, de la família de les aïzoàcies (Aizoaceae).

## Descripció
Glottiphyllum neilii és una planta suculenta perennifòlia que pot arribar a fer fins a 4 cm. Les seves fulles de vegades adquireixen un color verd porpra a les posicions exposades on sovint creix. Les flors són de color groc brillant i apareixen a la tardor. Conserva les seves càpsules de llavors durant més d'una temporada.
Aquesta planta s'ha de distingir de G. nelii que comparteix en part el mateix hàbitat al sud del Gran Karoo, però també es troba al Petit Karoo. Aquest últim té les fulles més curtes.

## Distribució i hàbitat
Glottiphyllum neilii és autòcton de la província sud-africana del Cap Occidental. Al seu hàbitat creix entre els 550 fins als 980 m i creix al Gran Karoo al nord de la ciutat de Prins Albert.

## Taxonomia
Glottiphyllum neilii va ser descrit per N.E. Br..
Etimologia
Glottiphyllum: nom genèric que prové del grec "γλωττίς" (glotis = llengua) i "φύλλον" (phyllos =fulla).
neilii: epítet atorgat en honor del ramader lleter i recol·lector de plantes sud-africà Cornelius Bernardus van Neil (1897 – 1985).